# Erato (rei de Sicião)
Erato ou Perato, na mitologia grega, foi um rei de Sicião.
Erato é o décimo rei de Sicião segundo Eusébio de Cesareia e Jerônimo de Estridão, sucessor de Messapo e antecessor de Plemneu; Eusébio atribui esta lista a Castor de Rodes. Pelos cálculos de Jerônimo, ele reinou de 1716 a 1670 a.C., e começou a reinar no mesmo ano que Spartus, filho de Foroneu, fundou Esparta.
Segundo Pausânias, o sucessor de Leucipo e antecessor de Plemneu se chamava Perato. Leucipo não tinha filhos homens, mas apenas uma filha, Calchinia, que teve Perato com Posidão. Perato foi criado por Leucipo, e tornou-se o seu sucessor. Perato foi sucedido por seu filho Plemneu.